# Thulo Lumpek
Thulo Lumpek (nep. ठूलो लुम्पेक) – gaun wikas samiti w zachodniej części Nepalu w strefie Lumbini w dystrykcie Gulmi. Według nepalskiego spisu powszechnego z 2001 roku liczył on 1177 gospodarstw domowych i 6591 mieszkańców (3588 kobiet i 3003 mężczyzn).